# ألكسندر سافين
ألكسندر سافين (الروسية: Савин, Александр Михайлович) هو لاعب كرة قدم روسي في مركز الهجوم، ولد في 20 أكتوبر 1984 في بوروفيتشي في روسيا. لعب مع روتور فولغوغراد ونادي آكتوبه ونادي أستانا ونادي توسنو ونادي سيلاماي كالف.

## وصلات خارجية
- ألكسندر سافين على موقع قاعدة بيانات كرة القدم.إي يو (الإنجليزية)
- ألكسندر سافين على موقع Soccerway.com (الإنجليزية)
- ألكسندر سافين على موقع عالم كرة القدم.نت (الإنجليزية)